# Casablanca ArtWorks

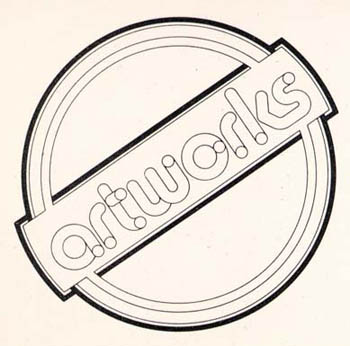
Logo der Galerie

Casablanca ArtWorks war eine 1976 von Neil Bogart und Richard Trugman gegründete Kunstgalerie in Los Angeles und eine Abteilung von Casablanca Record & FilmWorks.

## Geschichte
Mit dem Hintergedanken, Peter Mühldorfer, einen Münchener Künstler und damaligen Freund Donna Summers, dazu zu bewegen, mit ihr nach Los Angeles zu ziehen, gründete Bogart 1976 die Sparte Casablanca ArtWorks, die eine Galerie betreiben sollte. Diese befand sich an der Adresse 812 North La Cienega Boulevard in Los Angeles.
Bogart erwarb einen Container voller Werke des Malers und Bildhauers Alexander Calder zu einem Spottpreis und bot Mühldorfer an, seine eigenen Werke in der neuen Galerie auszustellen. Als Calder am 11. November 1976 starb, war die ArtWorks-Galerie grade eröffnet; gleichzeitig stellte sich jedoch heraus, dass Calder andere Künstler für sich hatte arbeiten lassen, sodass vieles seinen Namen trug, aber nicht von ihm stammte, was den Wert stark reduzierte. Casablanca stieg aus der Galerie aus, aber Mühldorfer und Summer waren tatsächlich nach Los Angeles gezogen, und Bogart hatte sein Ziel erreicht.
Mühldorfer betrieb die Galerie weiter und zeigte neben eigenen Bildern auch Werke von Victor Vasarely oder Richard Lindner. 1979 verließ er, nachdem er und Donna Summer sich getrennt hatten, die USA und ging zurück nach Deutschland.